# Requiem et Reminiscence 〜変遷〜
『Requiem et Réminiscence 〜変遷〜』（レクイエム エット レミネッセンス へんせん）は、Gacktの2作目のドキュメンタリー映像。

## 概要
2ndアルバム『Rebirth』を携えて15か所20公演を行ったアルバムツアー『Gackt Live Tour 2001 Requiem et Réminiscence 〜鎮魂と再生〜』のツアーオリジナル映像のメイキングが収録されている。